# Ptasiowska Rówienka

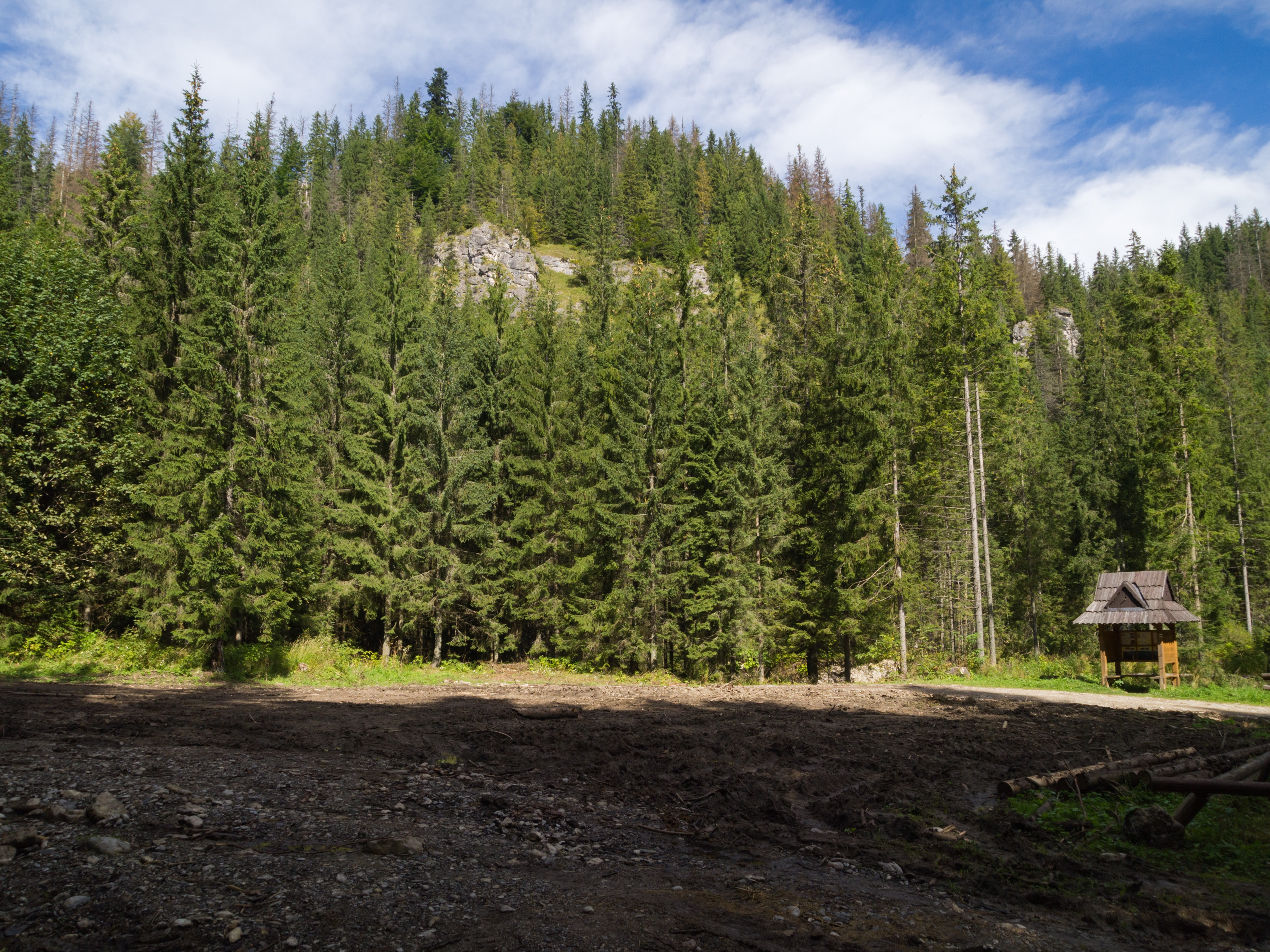
Ptasiowska Rówienka i Ptasiowskie Turnie

Ptasiowska Rówienka – położona na wysokości ok. 940 m n.p.m. niewielka polana w Tatrach Bielskich na Słowacji. Znajduje się u ich północnych podnóży, w miejscu, gdzie od Doliny Bielskiego Potoku odgałęzia się Dolina do Regli. Przez polankę przechodzi gruntowa droga ze Zdziaru w kierunku Podspadów. Jest to Bielska Droga pod Reglami. Na Ptasiowskiej Rówience znajduje się skrzyżowanie zielonego szlaku turystycznego z czerwonym (dawna zielona ścieżka edukacyjna „Monkova dolina”). Na polance ustawione są tablice edukacyjne, ławki dla turystów, służy też ona jako skład drzewa.

## Szlaki turystyczne
zielony szlak z Średnicy wzdłuż Bielskiego Potoku przez Ptasiowską Rówienkę do Zdziaru. Czas przejścia z Średnicy do Ptasiowskiej Rówienki 45 min, ↓ 45 min, stąd do Zdziaru również 45 min, ↓ 45 min.
  Zdziar – Dolina Mąkowa – Ptasiowska Rówienka – Dolina do Regli – Dolina Szeroka Bielska – Szeroka Przełęcz Bielska – Szalony Przechód – Przełęcz pod Kopą. Suma podejść 1075 m, czas przejścia: 3.55 h, ↓ 3.10 h